# Giambattista Lolli
|   | a | b | c | d | e | f | g | h |   |
| 8 | a8 černý věž · b8 černý jezdec · c8 černý střelec · d8 černý dáma · e8 černý král · f8 černý střelec · g8 černý jezdec · h8 černý věž · a7 černý pěšec · b7 černý pěšec · c7 černý pěšec · d7 černý pěšec · f7 bílý střelec · h7 černý pěšec · e4 bílý pěšec · f4 černý pěšec · g4 černý pěšec · f3 bílý jezdec · a2 bílý pěšec · b2 bílý pěšec · c2 bílý pěšec · d2 bílý pěšec · g2 bílý pěšec · h2 bílý pěšec · a1 bílý věž · b1 bílý jezdec · c1 bílý střelec · d1 bílý dáma · e1 bílý král · h1 bílý věž | a8 černý věž · b8 černý jezdec · c8 černý střelec · d8 černý dáma · e8 černý král · f8 černý střelec · g8 černý jezdec · h8 černý věž · a7 černý pěšec · b7 černý pěšec · c7 černý pěšec · d7 černý pěšec · f7 bílý střelec · h7 černý pěšec · e4 bílý pěšec · f4 černý pěšec · g4 černý pěšec · f3 bílý jezdec · a2 bílý pěšec · b2 bílý pěšec · c2 bílý pěšec · d2 bílý pěšec · g2 bílý pěšec · h2 bílý pěšec · a1 bílý věž · b1 bílý jezdec · c1 bílý střelec · d1 bílý dáma · e1 bílý král · h1 bílý věž | a8 černý věž · b8 černý jezdec · c8 černý střelec · d8 černý dáma · e8 černý král · f8 černý střelec · g8 černý jezdec · h8 černý věž · a7 černý pěšec · b7 černý pěšec · c7 černý pěšec · d7 černý pěšec · f7 bílý střelec · h7 černý pěšec · e4 bílý pěšec · f4 černý pěšec · g4 černý pěšec · f3 bílý jezdec · a2 bílý pěšec · b2 bílý pěšec · c2 bílý pěšec · d2 bílý pěšec · g2 bílý pěšec · h2 bílý pěšec · a1 bílý věž · b1 bílý jezdec · c1 bílý střelec · d1 bílý dáma · e1 bílý král · h1 bílý věž | a8 černý věž · b8 černý jezdec · c8 černý střelec · d8 černý dáma · e8 černý král · f8 černý střelec · g8 černý jezdec · h8 černý věž · a7 černý pěšec · b7 černý pěšec · c7 černý pěšec · d7 černý pěšec · f7 bílý střelec · h7 černý pěšec · e4 bílý pěšec · f4 černý pěšec · g4 černý pěšec · f3 bílý jezdec · a2 bílý pěšec · b2 bílý pěšec · c2 bílý pěšec · d2 bílý pěšec · g2 bílý pěšec · h2 bílý pěšec · a1 bílý věž · b1 bílý jezdec · c1 bílý střelec · d1 bílý dáma · e1 bílý král · h1 bílý věž | a8 černý věž · b8 černý jezdec · c8 černý střelec · d8 černý dáma · e8 černý král · f8 černý střelec · g8 černý jezdec · h8 černý věž · a7 černý pěšec · b7 černý pěšec · c7 černý pěšec · d7 černý pěšec · f7 bílý střelec · h7 černý pěšec · e4 bílý pěšec · f4 černý pěšec · g4 černý pěšec · f3 bílý jezdec · a2 bílý pěšec · b2 bílý pěšec · c2 bílý pěšec · d2 bílý pěšec · g2 bílý pěšec · h2 bílý pěšec · a1 bílý věž · b1 bílý jezdec · c1 bílý střelec · d1 bílý dáma · e1 bílý král · h1 bílý věž | a8 černý věž · b8 černý jezdec · c8 černý střelec · d8 černý dáma · e8 černý král · f8 černý střelec · g8 černý jezdec · h8 černý věž · a7 černý pěšec · b7 černý pěšec · c7 černý pěšec · d7 černý pěšec · f7 bílý střelec · h7 černý pěšec · e4 bílý pěšec · f4 černý pěšec · g4 černý pěšec · f3 bílý jezdec · a2 bílý pěšec · b2 bílý pěšec · c2 bílý pěšec · d2 bílý pěšec · g2 bílý pěšec · h2 bílý pěšec · a1 bílý věž · b1 bílý jezdec · c1 bílý střelec · d1 bílý dáma · e1 bílý král · h1 bílý věž | a8 černý věž · b8 černý jezdec · c8 černý střelec · d8 černý dáma · e8 černý král · f8 černý střelec · g8 černý jezdec · h8 černý věž · a7 černý pěšec · b7 černý pěšec · c7 černý pěšec · d7 černý pěšec · f7 bílý střelec · h7 černý pěšec · e4 bílý pěšec · f4 černý pěšec · g4 černý pěšec · f3 bílý jezdec · a2 bílý pěšec · b2 bílý pěšec · c2 bílý pěšec · d2 bílý pěšec · g2 bílý pěšec · h2 bílý pěšec · a1 bílý věž · b1 bílý jezdec · c1 bílý střelec · d1 bílý dáma · e1 bílý král · h1 bílý věž | a8 černý věž · b8 černý jezdec · c8 černý střelec · d8 černý dáma · e8 černý král · f8 černý střelec · g8 černý jezdec · h8 černý věž · a7 černý pěšec · b7 černý pěšec · c7 černý pěšec · d7 černý pěšec · f7 bílý střelec · h7 černý pěšec · e4 bílý pěšec · f4 černý pěšec · g4 černý pěšec · f3 bílý jezdec · a2 bílý pěšec · b2 bílý pěšec · c2 bílý pěšec · d2 bílý pěšec · g2 bílý pěšec · h2 bílý pěšec · a1 bílý věž · b1 bílý jezdec · c1 bílý střelec · d1 bílý dáma · e1 bílý král · h1 bílý věž | 8 |
| 7 | a8 černý věž · b8 černý jezdec · c8 černý střelec · d8 černý dáma · e8 černý král · f8 černý střelec · g8 černý jezdec · h8 černý věž · a7 černý pěšec · b7 černý pěšec · c7 černý pěšec · d7 černý pěšec · f7 bílý střelec · h7 černý pěšec · e4 bílý pěšec · f4 černý pěšec · g4 černý pěšec · f3 bílý jezdec · a2 bílý pěšec · b2 bílý pěšec · c2 bílý pěšec · d2 bílý pěšec · g2 bílý pěšec · h2 bílý pěšec · a1 bílý věž · b1 bílý jezdec · c1 bílý střelec · d1 bílý dáma · e1 bílý král · h1 bílý věž | a8 černý věž · b8 černý jezdec · c8 černý střelec · d8 černý dáma · e8 černý král · f8 černý střelec · g8 černý jezdec · h8 černý věž · a7 černý pěšec · b7 černý pěšec · c7 černý pěšec · d7 černý pěšec · f7 bílý střelec · h7 černý pěšec · e4 bílý pěšec · f4 černý pěšec · g4 černý pěšec · f3 bílý jezdec · a2 bílý pěšec · b2 bílý pěšec · c2 bílý pěšec · d2 bílý pěšec · g2 bílý pěšec · h2 bílý pěšec · a1 bílý věž · b1 bílý jezdec · c1 bílý střelec · d1 bílý dáma · e1 bílý král · h1 bílý věž | a8 černý věž · b8 černý jezdec · c8 černý střelec · d8 černý dáma · e8 černý král · f8 černý střelec · g8 černý jezdec · h8 černý věž · a7 černý pěšec · b7 černý pěšec · c7 černý pěšec · d7 černý pěšec · f7 bílý střelec · h7 černý pěšec · e4 bílý pěšec · f4 černý pěšec · g4 černý pěšec · f3 bílý jezdec · a2 bílý pěšec · b2 bílý pěšec · c2 bílý pěšec · d2 bílý pěšec · g2 bílý pěšec · h2 bílý pěšec · a1 bílý věž · b1 bílý jezdec · c1 bílý střelec · d1 bílý dáma · e1 bílý král · h1 bílý věž | a8 černý věž · b8 černý jezdec · c8 černý střelec · d8 černý dáma · e8 černý král · f8 černý střelec · g8 černý jezdec · h8 černý věž · a7 černý pěšec · b7 černý pěšec · c7 černý pěšec · d7 černý pěšec · f7 bílý střelec · h7 černý pěšec · e4 bílý pěšec · f4 černý pěšec · g4 černý pěšec · f3 bílý jezdec · a2 bílý pěšec · b2 bílý pěšec · c2 bílý pěšec · d2 bílý pěšec · g2 bílý pěšec · h2 bílý pěšec · a1 bílý věž · b1 bílý jezdec · c1 bílý střelec · d1 bílý dáma · e1 bílý král · h1 bílý věž | a8 černý věž · b8 černý jezdec · c8 černý střelec · d8 černý dáma · e8 černý král · f8 černý střelec · g8 černý jezdec · h8 černý věž · a7 černý pěšec · b7 černý pěšec · c7 černý pěšec · d7 černý pěšec · f7 bílý střelec · h7 černý pěšec · e4 bílý pěšec · f4 černý pěšec · g4 černý pěšec · f3 bílý jezdec · a2 bílý pěšec · b2 bílý pěšec · c2 bílý pěšec · d2 bílý pěšec · g2 bílý pěšec · h2 bílý pěšec · a1 bílý věž · b1 bílý jezdec · c1 bílý střelec · d1 bílý dáma · e1 bílý král · h1 bílý věž | a8 černý věž · b8 černý jezdec · c8 černý střelec · d8 černý dáma · e8 černý král · f8 černý střelec · g8 černý jezdec · h8 černý věž · a7 černý pěšec · b7 černý pěšec · c7 černý pěšec · d7 černý pěšec · f7 bílý střelec · h7 černý pěšec · e4 bílý pěšec · f4 černý pěšec · g4 černý pěšec · f3 bílý jezdec · a2 bílý pěšec · b2 bílý pěšec · c2 bílý pěšec · d2 bílý pěšec · g2 bílý pěšec · h2 bílý pěšec · a1 bílý věž · b1 bílý jezdec · c1 bílý střelec · d1 bílý dáma · e1 bílý král · h1 bílý věž | a8 černý věž · b8 černý jezdec · c8 černý střelec · d8 černý dáma · e8 černý král · f8 černý střelec · g8 černý jezdec · h8 černý věž · a7 černý pěšec · b7 černý pěšec · c7 černý pěšec · d7 černý pěšec · f7 bílý střelec · h7 černý pěšec · e4 bílý pěšec · f4 černý pěšec · g4 černý pěšec · f3 bílý jezdec · a2 bílý pěšec · b2 bílý pěšec · c2 bílý pěšec · d2 bílý pěšec · g2 bílý pěšec · h2 bílý pěšec · a1 bílý věž · b1 bílý jezdec · c1 bílý střelec · d1 bílý dáma · e1 bílý král · h1 bílý věž | a8 černý věž · b8 černý jezdec · c8 černý střelec · d8 černý dáma · e8 černý král · f8 černý střelec · g8 černý jezdec · h8 černý věž · a7 černý pěšec · b7 černý pěšec · c7 černý pěšec · d7 černý pěšec · f7 bílý střelec · h7 černý pěšec · e4 bílý pěšec · f4 černý pěšec · g4 černý pěšec · f3 bílý jezdec · a2 bílý pěšec · b2 bílý pěšec · c2 bílý pěšec · d2 bílý pěšec · g2 bílý pěšec · h2 bílý pěšec · a1 bílý věž · b1 bílý jezdec · c1 bílý střelec · d1 bílý dáma · e1 bílý král · h1 bílý věž | 7 |
| 6 | a8 černý věž · b8 černý jezdec · c8 černý střelec · d8 černý dáma · e8 černý král · f8 černý střelec · g8 černý jezdec · h8 černý věž · a7 černý pěšec · b7 černý pěšec · c7 černý pěšec · d7 černý pěšec · f7 bílý střelec · h7 černý pěšec · e4 bílý pěšec · f4 černý pěšec · g4 černý pěšec · f3 bílý jezdec · a2 bílý pěšec · b2 bílý pěšec · c2 bílý pěšec · d2 bílý pěšec · g2 bílý pěšec · h2 bílý pěšec · a1 bílý věž · b1 bílý jezdec · c1 bílý střelec · d1 bílý dáma · e1 bílý král · h1 bílý věž | a8 černý věž · b8 černý jezdec · c8 černý střelec · d8 černý dáma · e8 černý král · f8 černý střelec · g8 černý jezdec · h8 černý věž · a7 černý pěšec · b7 černý pěšec · c7 černý pěšec · d7 černý pěšec · f7 bílý střelec · h7 černý pěšec · e4 bílý pěšec · f4 černý pěšec · g4 černý pěšec · f3 bílý jezdec · a2 bílý pěšec · b2 bílý pěšec · c2 bílý pěšec · d2 bílý pěšec · g2 bílý pěšec · h2 bílý pěšec · a1 bílý věž · b1 bílý jezdec · c1 bílý střelec · d1 bílý dáma · e1 bílý král · h1 bílý věž | a8 černý věž · b8 černý jezdec · c8 černý střelec · d8 černý dáma · e8 černý král · f8 černý střelec · g8 černý jezdec · h8 černý věž · a7 černý pěšec · b7 černý pěšec · c7 černý pěšec · d7 černý pěšec · f7 bílý střelec · h7 černý pěšec · e4 bílý pěšec · f4 černý pěšec · g4 černý pěšec · f3 bílý jezdec · a2 bílý pěšec · b2 bílý pěšec · c2 bílý pěšec · d2 bílý pěšec · g2 bílý pěšec · h2 bílý pěšec · a1 bílý věž · b1 bílý jezdec · c1 bílý střelec · d1 bílý dáma · e1 bílý král · h1 bílý věž | a8 černý věž · b8 černý jezdec · c8 černý střelec · d8 černý dáma · e8 černý král · f8 černý střelec · g8 černý jezdec · h8 černý věž · a7 černý pěšec · b7 černý pěšec · c7 černý pěšec · d7 černý pěšec · f7 bílý střelec · h7 černý pěšec · e4 bílý pěšec · f4 černý pěšec · g4 černý pěšec · f3 bílý jezdec · a2 bílý pěšec · b2 bílý pěšec · c2 bílý pěšec · d2 bílý pěšec · g2 bílý pěšec · h2 bílý pěšec · a1 bílý věž · b1 bílý jezdec · c1 bílý střelec · d1 bílý dáma · e1 bílý král · h1 bílý věž | a8 černý věž · b8 černý jezdec · c8 černý střelec · d8 černý dáma · e8 černý král · f8 černý střelec · g8 černý jezdec · h8 černý věž · a7 černý pěšec · b7 černý pěšec · c7 černý pěšec · d7 černý pěšec · f7 bílý střelec · h7 černý pěšec · e4 bílý pěšec · f4 černý pěšec · g4 černý pěšec · f3 bílý jezdec · a2 bílý pěšec · b2 bílý pěšec · c2 bílý pěšec · d2 bílý pěšec · g2 bílý pěšec · h2 bílý pěšec · a1 bílý věž · b1 bílý jezdec · c1 bílý střelec · d1 bílý dáma · e1 bílý král · h1 bílý věž | a8 černý věž · b8 černý jezdec · c8 černý střelec · d8 černý dáma · e8 černý král · f8 černý střelec · g8 černý jezdec · h8 černý věž · a7 černý pěšec · b7 černý pěšec · c7 černý pěšec · d7 černý pěšec · f7 bílý střelec · h7 černý pěšec · e4 bílý pěšec · f4 černý pěšec · g4 černý pěšec · f3 bílý jezdec · a2 bílý pěšec · b2 bílý pěšec · c2 bílý pěšec · d2 bílý pěšec · g2 bílý pěšec · h2 bílý pěšec · a1 bílý věž · b1 bílý jezdec · c1 bílý střelec · d1 bílý dáma · e1 bílý král · h1 bílý věž | a8 černý věž · b8 černý jezdec · c8 černý střelec · d8 černý dáma · e8 černý král · f8 černý střelec · g8 černý jezdec · h8 černý věž · a7 černý pěšec · b7 černý pěšec · c7 černý pěšec · d7 černý pěšec · f7 bílý střelec · h7 černý pěšec · e4 bílý pěšec · f4 černý pěšec · g4 černý pěšec · f3 bílý jezdec · a2 bílý pěšec · b2 bílý pěšec · c2 bílý pěšec · d2 bílý pěšec · g2 bílý pěšec · h2 bílý pěšec · a1 bílý věž · b1 bílý jezdec · c1 bílý střelec · d1 bílý dáma · e1 bílý král · h1 bílý věž | a8 černý věž · b8 černý jezdec · c8 černý střelec · d8 černý dáma · e8 černý král · f8 černý střelec · g8 černý jezdec · h8 černý věž · a7 černý pěšec · b7 černý pěšec · c7 černý pěšec · d7 černý pěšec · f7 bílý střelec · h7 černý pěšec · e4 bílý pěšec · f4 černý pěšec · g4 černý pěšec · f3 bílý jezdec · a2 bílý pěšec · b2 bílý pěšec · c2 bílý pěšec · d2 bílý pěšec · g2 bílý pěšec · h2 bílý pěšec · a1 bílý věž · b1 bílý jezdec · c1 bílý střelec · d1 bílý dáma · e1 bílý král · h1 bílý věž | 6 |
| 5 | a8 černý věž · b8 černý jezdec · c8 černý střelec · d8 černý dáma · e8 černý král · f8 černý střelec · g8 černý jezdec · h8 černý věž · a7 černý pěšec · b7 černý pěšec · c7 černý pěšec · d7 černý pěšec · f7 bílý střelec · h7 černý pěšec · e4 bílý pěšec · f4 černý pěšec · g4 černý pěšec · f3 bílý jezdec · a2 bílý pěšec · b2 bílý pěšec · c2 bílý pěšec · d2 bílý pěšec · g2 bílý pěšec · h2 bílý pěšec · a1 bílý věž · b1 bílý jezdec · c1 bílý střelec · d1 bílý dáma · e1 bílý král · h1 bílý věž | a8 černý věž · b8 černý jezdec · c8 černý střelec · d8 černý dáma · e8 černý král · f8 černý střelec · g8 černý jezdec · h8 černý věž · a7 černý pěšec · b7 černý pěšec · c7 černý pěšec · d7 černý pěšec · f7 bílý střelec · h7 černý pěšec · e4 bílý pěšec · f4 černý pěšec · g4 černý pěšec · f3 bílý jezdec · a2 bílý pěšec · b2 bílý pěšec · c2 bílý pěšec · d2 bílý pěšec · g2 bílý pěšec · h2 bílý pěšec · a1 bílý věž · b1 bílý jezdec · c1 bílý střelec · d1 bílý dáma · e1 bílý král · h1 bílý věž | a8 černý věž · b8 černý jezdec · c8 černý střelec · d8 černý dáma · e8 černý král · f8 černý střelec · g8 černý jezdec · h8 černý věž · a7 černý pěšec · b7 černý pěšec · c7 černý pěšec · d7 černý pěšec · f7 bílý střelec · h7 černý pěšec · e4 bílý pěšec · f4 černý pěšec · g4 černý pěšec · f3 bílý jezdec · a2 bílý pěšec · b2 bílý pěšec · c2 bílý pěšec · d2 bílý pěšec · g2 bílý pěšec · h2 bílý pěšec · a1 bílý věž · b1 bílý jezdec · c1 bílý střelec · d1 bílý dáma · e1 bílý král · h1 bílý věž | a8 černý věž · b8 černý jezdec · c8 černý střelec · d8 černý dáma · e8 černý král · f8 černý střelec · g8 černý jezdec · h8 černý věž · a7 černý pěšec · b7 černý pěšec · c7 černý pěšec · d7 černý pěšec · f7 bílý střelec · h7 černý pěšec · e4 bílý pěšec · f4 černý pěšec · g4 černý pěšec · f3 bílý jezdec · a2 bílý pěšec · b2 bílý pěšec · c2 bílý pěšec · d2 bílý pěšec · g2 bílý pěšec · h2 bílý pěšec · a1 bílý věž · b1 bílý jezdec · c1 bílý střelec · d1 bílý dáma · e1 bílý král · h1 bílý věž | a8 černý věž · b8 černý jezdec · c8 černý střelec · d8 černý dáma · e8 černý král · f8 černý střelec · g8 černý jezdec · h8 černý věž · a7 černý pěšec · b7 černý pěšec · c7 černý pěšec · d7 černý pěšec · f7 bílý střelec · h7 černý pěšec · e4 bílý pěšec · f4 černý pěšec · g4 černý pěšec · f3 bílý jezdec · a2 bílý pěšec · b2 bílý pěšec · c2 bílý pěšec · d2 bílý pěšec · g2 bílý pěšec · h2 bílý pěšec · a1 bílý věž · b1 bílý jezdec · c1 bílý střelec · d1 bílý dáma · e1 bílý král · h1 bílý věž | a8 černý věž · b8 černý jezdec · c8 černý střelec · d8 černý dáma · e8 černý král · f8 černý střelec · g8 černý jezdec · h8 černý věž · a7 černý pěšec · b7 černý pěšec · c7 černý pěšec · d7 černý pěšec · f7 bílý střelec · h7 černý pěšec · e4 bílý pěšec · f4 černý pěšec · g4 černý pěšec · f3 bílý jezdec · a2 bílý pěšec · b2 bílý pěšec · c2 bílý pěšec · d2 bílý pěšec · g2 bílý pěšec · h2 bílý pěšec · a1 bílý věž · b1 bílý jezdec · c1 bílý střelec · d1 bílý dáma · e1 bílý král · h1 bílý věž | a8 černý věž · b8 černý jezdec · c8 černý střelec · d8 černý dáma · e8 černý král · f8 černý střelec · g8 černý jezdec · h8 černý věž · a7 černý pěšec · b7 černý pěšec · c7 černý pěšec · d7 černý pěšec · f7 bílý střelec · h7 černý pěšec · e4 bílý pěšec · f4 černý pěšec · g4 černý pěšec · f3 bílý jezdec · a2 bílý pěšec · b2 bílý pěšec · c2 bílý pěšec · d2 bílý pěšec · g2 bílý pěšec · h2 bílý pěšec · a1 bílý věž · b1 bílý jezdec · c1 bílý střelec · d1 bílý dáma · e1 bílý král · h1 bílý věž | a8 černý věž · b8 černý jezdec · c8 černý střelec · d8 černý dáma · e8 černý král · f8 černý střelec · g8 černý jezdec · h8 černý věž · a7 černý pěšec · b7 černý pěšec · c7 černý pěšec · d7 černý pěšec · f7 bílý střelec · h7 černý pěšec · e4 bílý pěšec · f4 černý pěšec · g4 černý pěšec · f3 bílý jezdec · a2 bílý pěšec · b2 bílý pěšec · c2 bílý pěšec · d2 bílý pěšec · g2 bílý pěšec · h2 bílý pěšec · a1 bílý věž · b1 bílý jezdec · c1 bílý střelec · d1 bílý dáma · e1 bílý král · h1 bílý věž | 5 |
| 4 | a8 černý věž · b8 černý jezdec · c8 černý střelec · d8 černý dáma · e8 černý král · f8 černý střelec · g8 černý jezdec · h8 černý věž · a7 černý pěšec · b7 černý pěšec · c7 černý pěšec · d7 černý pěšec · f7 bílý střelec · h7 černý pěšec · e4 bílý pěšec · f4 černý pěšec · g4 černý pěšec · f3 bílý jezdec · a2 bílý pěšec · b2 bílý pěšec · c2 bílý pěšec · d2 bílý pěšec · g2 bílý pěšec · h2 bílý pěšec · a1 bílý věž · b1 bílý jezdec · c1 bílý střelec · d1 bílý dáma · e1 bílý král · h1 bílý věž | a8 černý věž · b8 černý jezdec · c8 černý střelec · d8 černý dáma · e8 černý král · f8 černý střelec · g8 černý jezdec · h8 černý věž · a7 černý pěšec · b7 černý pěšec · c7 černý pěšec · d7 černý pěšec · f7 bílý střelec · h7 černý pěšec · e4 bílý pěšec · f4 černý pěšec · g4 černý pěšec · f3 bílý jezdec · a2 bílý pěšec · b2 bílý pěšec · c2 bílý pěšec · d2 bílý pěšec · g2 bílý pěšec · h2 bílý pěšec · a1 bílý věž · b1 bílý jezdec · c1 bílý střelec · d1 bílý dáma · e1 bílý král · h1 bílý věž | a8 černý věž · b8 černý jezdec · c8 černý střelec · d8 černý dáma · e8 černý král · f8 černý střelec · g8 černý jezdec · h8 černý věž · a7 černý pěšec · b7 černý pěšec · c7 černý pěšec · d7 černý pěšec · f7 bílý střelec · h7 černý pěšec · e4 bílý pěšec · f4 černý pěšec · g4 černý pěšec · f3 bílý jezdec · a2 bílý pěšec · b2 bílý pěšec · c2 bílý pěšec · d2 bílý pěšec · g2 bílý pěšec · h2 bílý pěšec · a1 bílý věž · b1 bílý jezdec · c1 bílý střelec · d1 bílý dáma · e1 bílý král · h1 bílý věž | a8 černý věž · b8 černý jezdec · c8 černý střelec · d8 černý dáma · e8 černý král · f8 černý střelec · g8 černý jezdec · h8 černý věž · a7 černý pěšec · b7 černý pěšec · c7 černý pěšec · d7 černý pěšec · f7 bílý střelec · h7 černý pěšec · e4 bílý pěšec · f4 černý pěšec · g4 černý pěšec · f3 bílý jezdec · a2 bílý pěšec · b2 bílý pěšec · c2 bílý pěšec · d2 bílý pěšec · g2 bílý pěšec · h2 bílý pěšec · a1 bílý věž · b1 bílý jezdec · c1 bílý střelec · d1 bílý dáma · e1 bílý král · h1 bílý věž | a8 černý věž · b8 černý jezdec · c8 černý střelec · d8 černý dáma · e8 černý král · f8 černý střelec · g8 černý jezdec · h8 černý věž · a7 černý pěšec · b7 černý pěšec · c7 černý pěšec · d7 černý pěšec · f7 bílý střelec · h7 černý pěšec · e4 bílý pěšec · f4 černý pěšec · g4 černý pěšec · f3 bílý jezdec · a2 bílý pěšec · b2 bílý pěšec · c2 bílý pěšec · d2 bílý pěšec · g2 bílý pěšec · h2 bílý pěšec · a1 bílý věž · b1 bílý jezdec · c1 bílý střelec · d1 bílý dáma · e1 bílý král · h1 bílý věž | a8 černý věž · b8 černý jezdec · c8 černý střelec · d8 černý dáma · e8 černý král · f8 černý střelec · g8 černý jezdec · h8 černý věž · a7 černý pěšec · b7 černý pěšec · c7 černý pěšec · d7 černý pěšec · f7 bílý střelec · h7 černý pěšec · e4 bílý pěšec · f4 černý pěšec · g4 černý pěšec · f3 bílý jezdec · a2 bílý pěšec · b2 bílý pěšec · c2 bílý pěšec · d2 bílý pěšec · g2 bílý pěšec · h2 bílý pěšec · a1 bílý věž · b1 bílý jezdec · c1 bílý střelec · d1 bílý dáma · e1 bílý král · h1 bílý věž | a8 černý věž · b8 černý jezdec · c8 černý střelec · d8 černý dáma · e8 černý král · f8 černý střelec · g8 černý jezdec · h8 černý věž · a7 černý pěšec · b7 černý pěšec · c7 černý pěšec · d7 černý pěšec · f7 bílý střelec · h7 černý pěšec · e4 bílý pěšec · f4 černý pěšec · g4 černý pěšec · f3 bílý jezdec · a2 bílý pěšec · b2 bílý pěšec · c2 bílý pěšec · d2 bílý pěšec · g2 bílý pěšec · h2 bílý pěšec · a1 bílý věž · b1 bílý jezdec · c1 bílý střelec · d1 bílý dáma · e1 bílý král · h1 bílý věž | a8 černý věž · b8 černý jezdec · c8 černý střelec · d8 černý dáma · e8 černý král · f8 černý střelec · g8 černý jezdec · h8 černý věž · a7 černý pěšec · b7 černý pěšec · c7 černý pěšec · d7 černý pěšec · f7 bílý střelec · h7 černý pěšec · e4 bílý pěšec · f4 černý pěšec · g4 černý pěšec · f3 bílý jezdec · a2 bílý pěšec · b2 bílý pěšec · c2 bílý pěšec · d2 bílý pěšec · g2 bílý pěšec · h2 bílý pěšec · a1 bílý věž · b1 bílý jezdec · c1 bílý střelec · d1 bílý dáma · e1 bílý král · h1 bílý věž | 4 |
| 3 | a8 černý věž · b8 černý jezdec · c8 černý střelec · d8 černý dáma · e8 černý král · f8 černý střelec · g8 černý jezdec · h8 černý věž · a7 černý pěšec · b7 černý pěšec · c7 černý pěšec · d7 černý pěšec · f7 bílý střelec · h7 černý pěšec · e4 bílý pěšec · f4 černý pěšec · g4 černý pěšec · f3 bílý jezdec · a2 bílý pěšec · b2 bílý pěšec · c2 bílý pěšec · d2 bílý pěšec · g2 bílý pěšec · h2 bílý pěšec · a1 bílý věž · b1 bílý jezdec · c1 bílý střelec · d1 bílý dáma · e1 bílý král · h1 bílý věž | a8 černý věž · b8 černý jezdec · c8 černý střelec · d8 černý dáma · e8 černý král · f8 černý střelec · g8 černý jezdec · h8 černý věž · a7 černý pěšec · b7 černý pěšec · c7 černý pěšec · d7 černý pěšec · f7 bílý střelec · h7 černý pěšec · e4 bílý pěšec · f4 černý pěšec · g4 černý pěšec · f3 bílý jezdec · a2 bílý pěšec · b2 bílý pěšec · c2 bílý pěšec · d2 bílý pěšec · g2 bílý pěšec · h2 bílý pěšec · a1 bílý věž · b1 bílý jezdec · c1 bílý střelec · d1 bílý dáma · e1 bílý král · h1 bílý věž | a8 černý věž · b8 černý jezdec · c8 černý střelec · d8 černý dáma · e8 černý král · f8 černý střelec · g8 černý jezdec · h8 černý věž · a7 černý pěšec · b7 černý pěšec · c7 černý pěšec · d7 černý pěšec · f7 bílý střelec · h7 černý pěšec · e4 bílý pěšec · f4 černý pěšec · g4 černý pěšec · f3 bílý jezdec · a2 bílý pěšec · b2 bílý pěšec · c2 bílý pěšec · d2 bílý pěšec · g2 bílý pěšec · h2 bílý pěšec · a1 bílý věž · b1 bílý jezdec · c1 bílý střelec · d1 bílý dáma · e1 bílý král · h1 bílý věž | a8 černý věž · b8 černý jezdec · c8 černý střelec · d8 černý dáma · e8 černý král · f8 černý střelec · g8 černý jezdec · h8 černý věž · a7 černý pěšec · b7 černý pěšec · c7 černý pěšec · d7 černý pěšec · f7 bílý střelec · h7 černý pěšec · e4 bílý pěšec · f4 černý pěšec · g4 černý pěšec · f3 bílý jezdec · a2 bílý pěšec · b2 bílý pěšec · c2 bílý pěšec · d2 bílý pěšec · g2 bílý pěšec · h2 bílý pěšec · a1 bílý věž · b1 bílý jezdec · c1 bílý střelec · d1 bílý dáma · e1 bílý král · h1 bílý věž | a8 černý věž · b8 černý jezdec · c8 černý střelec · d8 černý dáma · e8 černý král · f8 černý střelec · g8 černý jezdec · h8 černý věž · a7 černý pěšec · b7 černý pěšec · c7 černý pěšec · d7 černý pěšec · f7 bílý střelec · h7 černý pěšec · e4 bílý pěšec · f4 černý pěšec · g4 černý pěšec · f3 bílý jezdec · a2 bílý pěšec · b2 bílý pěšec · c2 bílý pěšec · d2 bílý pěšec · g2 bílý pěšec · h2 bílý pěšec · a1 bílý věž · b1 bílý jezdec · c1 bílý střelec · d1 bílý dáma · e1 bílý král · h1 bílý věž | a8 černý věž · b8 černý jezdec · c8 černý střelec · d8 černý dáma · e8 černý král · f8 černý střelec · g8 černý jezdec · h8 černý věž · a7 černý pěšec · b7 černý pěšec · c7 černý pěšec · d7 černý pěšec · f7 bílý střelec · h7 černý pěšec · e4 bílý pěšec · f4 černý pěšec · g4 černý pěšec · f3 bílý jezdec · a2 bílý pěšec · b2 bílý pěšec · c2 bílý pěšec · d2 bílý pěšec · g2 bílý pěšec · h2 bílý pěšec · a1 bílý věž · b1 bílý jezdec · c1 bílý střelec · d1 bílý dáma · e1 bílý král · h1 bílý věž | a8 černý věž · b8 černý jezdec · c8 černý střelec · d8 černý dáma · e8 černý král · f8 černý střelec · g8 černý jezdec · h8 černý věž · a7 černý pěšec · b7 černý pěšec · c7 černý pěšec · d7 černý pěšec · f7 bílý střelec · h7 černý pěšec · e4 bílý pěšec · f4 černý pěšec · g4 černý pěšec · f3 bílý jezdec · a2 bílý pěšec · b2 bílý pěšec · c2 bílý pěšec · d2 bílý pěšec · g2 bílý pěšec · h2 bílý pěšec · a1 bílý věž · b1 bílý jezdec · c1 bílý střelec · d1 bílý dáma · e1 bílý král · h1 bílý věž | a8 černý věž · b8 černý jezdec · c8 černý střelec · d8 černý dáma · e8 černý král · f8 černý střelec · g8 černý jezdec · h8 černý věž · a7 černý pěšec · b7 černý pěšec · c7 černý pěšec · d7 černý pěšec · f7 bílý střelec · h7 černý pěšec · e4 bílý pěšec · f4 černý pěšec · g4 černý pěšec · f3 bílý jezdec · a2 bílý pěšec · b2 bílý pěšec · c2 bílý pěšec · d2 bílý pěšec · g2 bílý pěšec · h2 bílý pěšec · a1 bílý věž · b1 bílý jezdec · c1 bílý střelec · d1 bílý dáma · e1 bílý král · h1 bílý věž | 3 |
| 2 | a8 černý věž · b8 černý jezdec · c8 černý střelec · d8 černý dáma · e8 černý král · f8 černý střelec · g8 černý jezdec · h8 černý věž · a7 černý pěšec · b7 černý pěšec · c7 černý pěšec · d7 černý pěšec · f7 bílý střelec · h7 černý pěšec · e4 bílý pěšec · f4 černý pěšec · g4 černý pěšec · f3 bílý jezdec · a2 bílý pěšec · b2 bílý pěšec · c2 bílý pěšec · d2 bílý pěšec · g2 bílý pěšec · h2 bílý pěšec · a1 bílý věž · b1 bílý jezdec · c1 bílý střelec · d1 bílý dáma · e1 bílý král · h1 bílý věž | a8 černý věž · b8 černý jezdec · c8 černý střelec · d8 černý dáma · e8 černý král · f8 černý střelec · g8 černý jezdec · h8 černý věž · a7 černý pěšec · b7 černý pěšec · c7 černý pěšec · d7 černý pěšec · f7 bílý střelec · h7 černý pěšec · e4 bílý pěšec · f4 černý pěšec · g4 černý pěšec · f3 bílý jezdec · a2 bílý pěšec · b2 bílý pěšec · c2 bílý pěšec · d2 bílý pěšec · g2 bílý pěšec · h2 bílý pěšec · a1 bílý věž · b1 bílý jezdec · c1 bílý střelec · d1 bílý dáma · e1 bílý král · h1 bílý věž | a8 černý věž · b8 černý jezdec · c8 černý střelec · d8 černý dáma · e8 černý král · f8 černý střelec · g8 černý jezdec · h8 černý věž · a7 černý pěšec · b7 černý pěšec · c7 černý pěšec · d7 černý pěšec · f7 bílý střelec · h7 černý pěšec · e4 bílý pěšec · f4 černý pěšec · g4 černý pěšec · f3 bílý jezdec · a2 bílý pěšec · b2 bílý pěšec · c2 bílý pěšec · d2 bílý pěšec · g2 bílý pěšec · h2 bílý pěšec · a1 bílý věž · b1 bílý jezdec · c1 bílý střelec · d1 bílý dáma · e1 bílý král · h1 bílý věž | a8 černý věž · b8 černý jezdec · c8 černý střelec · d8 černý dáma · e8 černý král · f8 černý střelec · g8 černý jezdec · h8 černý věž · a7 černý pěšec · b7 černý pěšec · c7 černý pěšec · d7 černý pěšec · f7 bílý střelec · h7 černý pěšec · e4 bílý pěšec · f4 černý pěšec · g4 černý pěšec · f3 bílý jezdec · a2 bílý pěšec · b2 bílý pěšec · c2 bílý pěšec · d2 bílý pěšec · g2 bílý pěšec · h2 bílý pěšec · a1 bílý věž · b1 bílý jezdec · c1 bílý střelec · d1 bílý dáma · e1 bílý král · h1 bílý věž | a8 černý věž · b8 černý jezdec · c8 černý střelec · d8 černý dáma · e8 černý král · f8 černý střelec · g8 černý jezdec · h8 černý věž · a7 černý pěšec · b7 černý pěšec · c7 černý pěšec · d7 černý pěšec · f7 bílý střelec · h7 černý pěšec · e4 bílý pěšec · f4 černý pěšec · g4 černý pěšec · f3 bílý jezdec · a2 bílý pěšec · b2 bílý pěšec · c2 bílý pěšec · d2 bílý pěšec · g2 bílý pěšec · h2 bílý pěšec · a1 bílý věž · b1 bílý jezdec · c1 bílý střelec · d1 bílý dáma · e1 bílý král · h1 bílý věž | a8 černý věž · b8 černý jezdec · c8 černý střelec · d8 černý dáma · e8 černý král · f8 černý střelec · g8 černý jezdec · h8 černý věž · a7 černý pěšec · b7 černý pěšec · c7 černý pěšec · d7 černý pěšec · f7 bílý střelec · h7 černý pěšec · e4 bílý pěšec · f4 černý pěšec · g4 černý pěšec · f3 bílý jezdec · a2 bílý pěšec · b2 bílý pěšec · c2 bílý pěšec · d2 bílý pěšec · g2 bílý pěšec · h2 bílý pěšec · a1 bílý věž · b1 bílý jezdec · c1 bílý střelec · d1 bílý dáma · e1 bílý král · h1 bílý věž | a8 černý věž · b8 černý jezdec · c8 černý střelec · d8 černý dáma · e8 černý král · f8 černý střelec · g8 černý jezdec · h8 černý věž · a7 černý pěšec · b7 černý pěšec · c7 černý pěšec · d7 černý pěšec · f7 bílý střelec · h7 černý pěšec · e4 bílý pěšec · f4 černý pěšec · g4 černý pěšec · f3 bílý jezdec · a2 bílý pěšec · b2 bílý pěšec · c2 bílý pěšec · d2 bílý pěšec · g2 bílý pěšec · h2 bílý pěšec · a1 bílý věž · b1 bílý jezdec · c1 bílý střelec · d1 bílý dáma · e1 bílý král · h1 bílý věž | a8 černý věž · b8 černý jezdec · c8 černý střelec · d8 černý dáma · e8 černý král · f8 černý střelec · g8 černý jezdec · h8 černý věž · a7 černý pěšec · b7 černý pěšec · c7 černý pěšec · d7 černý pěšec · f7 bílý střelec · h7 černý pěšec · e4 bílý pěšec · f4 černý pěšec · g4 černý pěšec · f3 bílý jezdec · a2 bílý pěšec · b2 bílý pěšec · c2 bílý pěšec · d2 bílý pěšec · g2 bílý pěšec · h2 bílý pěšec · a1 bílý věž · b1 bílý jezdec · c1 bílý střelec · d1 bílý dáma · e1 bílý král · h1 bílý věž | 2 |
| 1 | a8 černý věž · b8 černý jezdec · c8 černý střelec · d8 černý dáma · e8 černý král · f8 černý střelec · g8 černý jezdec · h8 černý věž · a7 černý pěšec · b7 černý pěšec · c7 černý pěšec · d7 černý pěšec · f7 bílý střelec · h7 černý pěšec · e4 bílý pěšec · f4 černý pěšec · g4 černý pěšec · f3 bílý jezdec · a2 bílý pěšec · b2 bílý pěšec · c2 bílý pěšec · d2 bílý pěšec · g2 bílý pěšec · h2 bílý pěšec · a1 bílý věž · b1 bílý jezdec · c1 bílý střelec · d1 bílý dáma · e1 bílý král · h1 bílý věž | a8 černý věž · b8 černý jezdec · c8 černý střelec · d8 černý dáma · e8 černý král · f8 černý střelec · g8 černý jezdec · h8 černý věž · a7 černý pěšec · b7 černý pěšec · c7 černý pěšec · d7 černý pěšec · f7 bílý střelec · h7 černý pěšec · e4 bílý pěšec · f4 černý pěšec · g4 černý pěšec · f3 bílý jezdec · a2 bílý pěšec · b2 bílý pěšec · c2 bílý pěšec · d2 bílý pěšec · g2 bílý pěšec · h2 bílý pěšec · a1 bílý věž · b1 bílý jezdec · c1 bílý střelec · d1 bílý dáma · e1 bílý král · h1 bílý věž | a8 černý věž · b8 černý jezdec · c8 černý střelec · d8 černý dáma · e8 černý král · f8 černý střelec · g8 černý jezdec · h8 černý věž · a7 černý pěšec · b7 černý pěšec · c7 černý pěšec · d7 černý pěšec · f7 bílý střelec · h7 černý pěšec · e4 bílý pěšec · f4 černý pěšec · g4 černý pěšec · f3 bílý jezdec · a2 bílý pěšec · b2 bílý pěšec · c2 bílý pěšec · d2 bílý pěšec · g2 bílý pěšec · h2 bílý pěšec · a1 bílý věž · b1 bílý jezdec · c1 bílý střelec · d1 bílý dáma · e1 bílý král · h1 bílý věž | a8 černý věž · b8 černý jezdec · c8 černý střelec · d8 černý dáma · e8 černý král · f8 černý střelec · g8 černý jezdec · h8 černý věž · a7 černý pěšec · b7 černý pěšec · c7 černý pěšec · d7 černý pěšec · f7 bílý střelec · h7 černý pěšec · e4 bílý pěšec · f4 černý pěšec · g4 černý pěšec · f3 bílý jezdec · a2 bílý pěšec · b2 bílý pěšec · c2 bílý pěšec · d2 bílý pěšec · g2 bílý pěšec · h2 bílý pěšec · a1 bílý věž · b1 bílý jezdec · c1 bílý střelec · d1 bílý dáma · e1 bílý král · h1 bílý věž | a8 černý věž · b8 černý jezdec · c8 černý střelec · d8 černý dáma · e8 černý král · f8 černý střelec · g8 černý jezdec · h8 černý věž · a7 černý pěšec · b7 černý pěšec · c7 černý pěšec · d7 černý pěšec · f7 bílý střelec · h7 černý pěšec · e4 bílý pěšec · f4 černý pěšec · g4 černý pěšec · f3 bílý jezdec · a2 bílý pěšec · b2 bílý pěšec · c2 bílý pěšec · d2 bílý pěšec · g2 bílý pěšec · h2 bílý pěšec · a1 bílý věž · b1 bílý jezdec · c1 bílý střelec · d1 bílý dáma · e1 bílý král · h1 bílý věž | a8 černý věž · b8 černý jezdec · c8 černý střelec · d8 černý dáma · e8 černý král · f8 černý střelec · g8 černý jezdec · h8 černý věž · a7 černý pěšec · b7 černý pěšec · c7 černý pěšec · d7 černý pěšec · f7 bílý střelec · h7 černý pěšec · e4 bílý pěšec · f4 černý pěšec · g4 černý pěšec · f3 bílý jezdec · a2 bílý pěšec · b2 bílý pěšec · c2 bílý pěšec · d2 bílý pěšec · g2 bílý pěšec · h2 bílý pěšec · a1 bílý věž · b1 bílý jezdec · c1 bílý střelec · d1 bílý dáma · e1 bílý král · h1 bílý věž | a8 černý věž · b8 černý jezdec · c8 černý střelec · d8 černý dáma · e8 černý král · f8 černý střelec · g8 černý jezdec · h8 černý věž · a7 černý pěšec · b7 černý pěšec · c7 černý pěšec · d7 černý pěšec · f7 bílý střelec · h7 černý pěšec · e4 bílý pěšec · f4 černý pěšec · g4 černý pěšec · f3 bílý jezdec · a2 bílý pěšec · b2 bílý pěšec · c2 bílý pěšec · d2 bílý pěšec · g2 bílý pěšec · h2 bílý pěšec · a1 bílý věž · b1 bílý jezdec · c1 bílý střelec · d1 bílý dáma · e1 bílý král · h1 bílý věž | a8 černý věž · b8 černý jezdec · c8 černý střelec · d8 černý dáma · e8 černý král · f8 černý střelec · g8 černý jezdec · h8 černý věž · a7 černý pěšec · b7 černý pěšec · c7 černý pěšec · d7 černý pěšec · f7 bílý střelec · h7 černý pěšec · e4 bílý pěšec · f4 černý pěšec · g4 černý pěšec · f3 bílý jezdec · a2 bílý pěšec · b2 bílý pěšec · c2 bílý pěšec · d2 bílý pěšec · g2 bílý pěšec · h2 bílý pěšec · a1 bílý věž · b1 bílý jezdec · c1 bílý střelec · d1 bílý dáma · e1 bílý král · h1 bílý věž | 1 |
|   | a | b | c | d | e | f | g | h |   |

Giambattista Lolli (1698, Nonantola - 4. června 1769) byl italský šachový mistr a teoretik, společně s Domenicemo Ercolem del Rio a Domenicem Lorenzem Ponzianim jeden z představitelů tzv. modenské šachové školy (někdy též nazývané modenské trojhvězdí).
Giambattista Lolli je znám především díky své knize Osservazioni teorico-pratiche sopra il giuoco degli scacchi (1763, Teorie a praxe v šachové hře) publikované v Bologna, ve které se zabýval především královským gambitem a analýzou koncovek, jako první popsal moderní využití fianchetta a v duchu italské šachové školy polemizoval s názory F. A. D. Philidora.
Je po něm pojmenována varianta královského gambitu 1.e4 e5 2.f4 exf4 3.Jf3 g5 4.Sc4 g4 5. Sxf7+. Známá je rovněž tzv. Lolliho pozice, která vede k remíze ve hře dámy proti dvěma střelcům.